# Banco de Alimentos de Navarra
La Fundación Banco de Alimentos de Navarra, de forma acrónima BAN, es una institución benéfica de carácter social, independiente, laica y sin ánimo de lucro localizada en la Comunidad Foral de Navarra.
Esta fundación se encuentra integrada desde 1996 en las Federaciones Española y Europea de Bancos de Alimentos (FESBAL).

## Sede
La Fundación Banco de Alimentos de Navarra tiene su sede en la manzana B del Polígono Industrial Plazaola de Berrioplano.

## Objetivos
Esta fundación tiene como objetivo prioritario la mejora de las condiciones alimentarias de los grupos de personas en riesgo o situación de exclusión social, como base para su integración.
Según indica esta asociación, sus objetivos son:

- Pretende en esta misión implicar a la sociedad entera con la promoción y desarrollo del voluntariado de manera que la Fundación sea ejemplo de organización, gestionada por voluntarios, dentro del tercer sector, de modo eficiente y transparente.

- Pretende igualmente que las empresas y la sociedad en general adquieran hábitos de racionalización en el uso y consumo de alimentos, como medio de reducir impactos ambientales y alcanzar una mayor sostenibilidad.

- Pretende así mismo ser ejemplo de una serie de valores de gran importancia en nuestros días, tales como:

- Solidaridad: por encima de cualquier objetivo, las personas, sus necesidades, inquietudes y expectativas deberán siempre ser tenidas en cuenta y apoyadas.
- Transparencia: Los voluntarios, colaboradores, beneficiarios, instituciones y la sociedad en general podrán conocer nuestras actividades, y la Fundación acreditar su buen gobierno y gestión.
- Eficiencia: Los recursos que nos aporten los donantes deberán obtener el mayor retorno a la sociedad.
Fundación Banco de Alimentos de Navarra

## Dirección
Gregorio Yoldi Lizarraga (de 64 años -2016- y exgerente del Hipermercado Eroski-Iruña de Pamplona), es el presidente desde 2014 .
Carlos Almagro Gutiérrez le antecedió entre 2002 y 2014.

## Colaboradores
La Fundación BAN recibe ayuda a través de:
- Proveedores de alimentos a través de la Unión Europea, la Organización de Productores de Frutas y Hortalizas (OPFH), la Mancomunidad de la Comarca de Pamplona (MCP) y más de un centenar de empresas.
- Proveedores de servicios.
- Acciones de empresas, fundaciones y particulares, así como de otro tipo de organizaciones como la ETSIA de la UPNA.[5][6][7][8][9][10][11][12][13]

- Financiación de los gastos por parte de instituciones y organismos públicos (Gobierno de Navarra, Ayuntamiento de Pamplona), empresas y particulares.[14][15][16]
- Entidades deportivas, personas y organizaciones afines al deporte (Osasuna, Xota Fútbol Sala, Sadar Bizirik...).[17][18][19][20]
- Patrocinadores: Unión Europea, Gobierno de Navarra, diversos ayuntamientos y diversas fundaciones.

## Premios
La Orden del Volatín de Tudela les otorgó en 2016 el premio la "Elástica Tudelana".